# ROYAL STRAIGHT B.B.QUEENS
『ROYAL STRAIGHT B.B.QUEENS』（ロイヤル・ストレート ビービー クィーンズ）は、B.B.クィーンズのセルフカバーアルバム。2011年7月20日にB-Gram RECORDS（現・Being）から発売された。

## 概要
B.B.クィーンズの期間限定の活動再開としてリリースされた本作は坪倉唯子・宇徳敬子・Mi-Keといった、B.B.クィーンズ関連楽曲のセルフカバー、おどるポンポコリンの別バージョン、坂本九のカバーの2曲を収録した。
アルバムタイトルの由来は90年代前半にリリースされた洋楽カバーコンピレーションアルバムシリーズ「ROYAL STRAIGHT SOUL」からとったものである。また、宇徳率いるMi-Keのベスト・アルバム『Mi-Ke Golden Hits 〜20th Anniversary〜』と同時発売。

## 評価
CDジャーナルは「今更ながら近藤房之助のヴォーカルは強力。一方、坪倉唯子も「ジュテーム」で本気のヴォーカルを披露。企画色の強いユニットながら、二人の歌力あってこそのヒットと再確認」と評した。

## 収録曲
| #         | タイトル                                                     | 作詞         | 作曲       | 編曲         | 時間  |
| --------- | ------------------------------------------------------------ | ------------ | ---------- | ------------ | ----- |
| 1.        | 「おどるポンポコリン（ちびまる子ちゃん 誕生 25th Version）」 | さくらももこ | 織田哲郎   | 葉山たけし   | 3:09  |
| 2.        | 「夢のENDはいつも目覚まし!（Royal Straight Version）」       | 長戸大幸     | 織田哲郎   | 葉山たけし   | 3:33  |
| 3.        | 「想い出の九十九里浜（Royal Straight Version）」             | 長戸大幸     | 織田哲郎   | 葉山たけし   | 4:24  |
| 4.        | 「365の夜と昼（Royal Straight Version）」                    | 中島みゆき   | 寺尾広     | 増崎孝司     | 4:53  |
| 5.        | 「まぶしい人（Royal Straight Version）」                     | 宇徳敬子     | 栗林誠一郎 | 葉山たけし   | 4:51  |
| 6.        | 「しょげないでよBaby（Royal Straight Version）」             | 益戸育江     | 織田哲郎   | 葉山たけし   | 4:01  |
| 7.        | 「ドレミファだいじょーぶ（Royal Straight Version）」         | 長戸大幸     | 織田哲郎   | 葉山たけし   | 3:54  |
| 8.        | 「ギンギラパラダイス（Royal Straight Version）」             | 長戸大幸     | 織田哲郎   | 葉山たけし   | 3:48  |
| 9.        | 「If（Royal Straight Version）」                             | Ben Franklin | DIMENSION  | 大島こうすけ | 6:17  |
| 10.       | 「ジュテーム（Royal Straight Version）」                     | 大津あきら   | 織田哲郎   | 増崎孝司     | 4:32  |
| 11.       | 「上を向いて歩こう（Royal Straight Version）」               | 永六輔       | 中村八大   | 葉山たけし   | 4:24  |
| 12.       | 「見上げてごらん夜の星を（Royal Straight Version）」         | 永六輔       | いずみたく | 葉山たけし   | 3:57  |
| 13.       | 「Good-by morning（Royal Straight Version）」                | 庄野真代     | 中島薫     | 長戸大幸     | 5:53  |
| 14.       | 「おどるポンポコリン（Rock Version）」(ボーナストラック)     | さくらももこ | 織田哲郎   | 葉山たけし   | 3:37  |
| 15.       | 「おどるポンポコリン（Funk Version）」(ボーナストラック)     | さくらももこ | 織田哲郎   | 増崎孝司     | 3:53  |
| 合計時間: | 合計時間:                                                    | 合計時間:    | 合計時間:  | 合計時間:    | 65:06 |

## タイアップ
| 楽曲                                         | タイアップ                                            |
| -------------------------------------------- | ----------------------------------------------------- |
| ギンギラパラダイス（Royal Straight Version） | 『CRギンギラパラダイス 情熱カーニバル』イメージソング |

## レコーディング参加
- 葉山たけし - ギター
- 麻井寛史 - ベース
- 川崎哲平 - ベース
- 坂東慧（T-SQUARE） - ドラム
- 小野塚晃 - キーボード
- 勝田かず樹 - サックス
- 野村裕幸 - トロンボーン
- 小林太 - トランペット
- Quncho - コーラス
- 寺尾広 - コーラス、ディレクター
- 池田大介 - ディレクター